# Abelardo Belarmino
Abelardo L. Belarmino (1933, Taubaté, São Paulo — 1994) foi um escritor, ensaísta, poeta e dramaturgo brasileiro.
Um pensador interiorano, Belarmino foi autor de mais de duas dezenas de peças e dois livros de poesias dedicados à sua cidade natal. Destacam-se em suas obras a peça "Ananke, fatalidade suprema" e o soneto "O vale do bandeirante", agraciado com o reconhecimento póstumo na Academia Paulista de Letras, poema esse que homenageia a fundação de Taubaté, publicado em 1982.

## Obras publicadas
- "Confissões" - publicado em 1967
- "O vale do bandeirante"[1] - publicado em 1982